# Al Smith
Alfred Emanuel Smith, detto Al (New York, 30 dicembre 1873 – New York, 4 ottobre 1944), è stato un politico statunitense, membro del Partito Democratico.

## Biografia
Di famiglia di origini irlandesi e italiane e governatore dello Stato di New York, è stato il candidato del suo partito alle elezioni presidenziali del 1928, ma fu sconfitto da Herbert Hoover. Fu il primo cattolico a correre per la Casa Bianca.
Durante la campagna fu accusato di essere papista: l'elettorato infatti temeva che "se Al Smith fosse stato eletto presidente, gli Stati Uniti sarebbero stati governati dal Vaticano".